# 迈萨赫
迈萨赫（德語：Maisach，發音：[ˈmaɪzax]）是德国巴伐利亚州上巴伐利亚行政区菲斯滕费尔德布鲁克县的市镇，总面积53.45平方千米，2023年12月31日总人口为14,256人。